# Alpine Shire
Alpine Shire is een Local Government Area (LGA) in Australië in de staat Victoria. Alpine Shire telt 12.795 inwoners. De hoofdplaats is Bright.

## Plaatsen
- Bright
- Falls Creek
- Harrietville
- Hotham Heights
- Mount Beauty
- Mount Buffalo
- Myrtleford
- Porepunkah